# Krijtgroeven van Reims

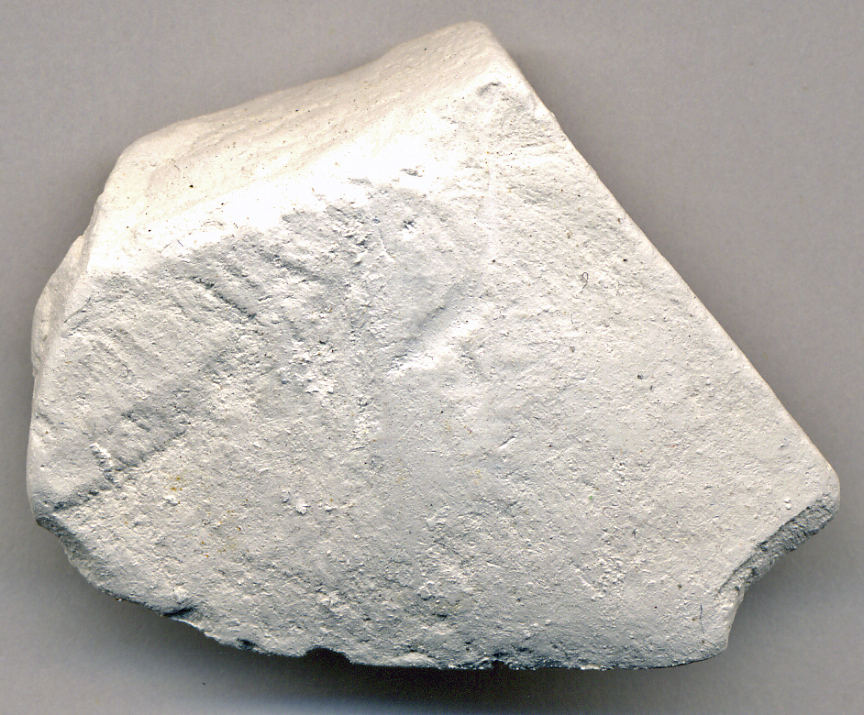
Krijt uit Groot-Brittannië: White Cliffs of Dover

De krijtgroeven van Reims (Frans: Crayères de Reims) zijn een uitgestrekt netwerk van ondergrondse galerijen die in de krijtrotsen onder de stad Reims en omgeving zijn gegraven. Ze zijn voornamelijk gevestigd onder de heuvel Saint-Nicaise. Ze worden al eeuwenlang voor verschillende doeleinden gebruikt en vormen een historisch, cultureel en industrieel erfgoed van de regio, met name voor de productie van champagne en hun rol tijdens gewapende conflicten.

## Krijtwinning

### Oorsprong en vorming
De krijtlagen van de krijtgroeven vinden hun oorsprong in oude geologische perioden. Krijt is een sedimentair gesteente dat voornamelijk uit calciumcarbonaat bestaat en ongeveer 70 miljoen jaar geleden tijdens het Krijt is ontstaan. Het is in overvloed aanwezig in de regio Reims en wordt al sinds de Romeinse tijd door de mens voor verschillende doeleinden gebruikt.

### Methoden van krijtwinning
De krijtwinning in Reims begon in de Gallo-Romeinse tijd en werd in de loop der eeuwen steeds intensiever. De winningsmethode bestond uit handmatig graven met behulp van eenvoudige gereedschappen zoals houwelen en scheppen. Er werd begonnen met het maken van een put of "essort“ in champagnetermen, die breder werd naarmate hij naar de basis toe afdaalde en de vorm kreeg van een fles die "catiche” werd genoemd.
De arbeiders, "craÿeux" genoemd, sneden de krijt in blokken, die ze vervolgens naar de oppervlakte brachten. Ze markeerden hun blokken met een persoonlijk zegel om te laten weten dat ze betaald moesten worden, omdat ze per taak betaald werden. Krijtgroeven lijken op diepe holtes, vaak tientallen meters onder de grond, met hoge gewelven die soms wel 30 meter hoog zijn. Dankzij deze mijnbouwwerkzaamheden kon een complex netwerk van ondergrondse galerijen en kamers worden aangelegd.

### Einde van de operatie
Aan het einde van de operatie, de “nek“ van de flesvormige put werd afgesloten door een kraagsteengewelf van droge stenen dat normaal gesproken op de vrije kalk rustte. Dit gewelf werd vervolgens bedekt met enkele tientallen centimeters aarde. Na de oorlog van 1914-1918 werd een deel van de waterputten opgevuld met puin dat vrijkwam bij het opruimen van de ruïnes van de bombardementen.

### Toepassingen van krijt
De gewonnen kalk werd gebruikt in de bouw, met name voor gebouwen in Reims en omgeving. Het werd ook gebruikt als grondstof voor de productie van ongebluste kalk, als belangrijk bindmiddel in de bouw voordat cement ontstond, en voor landbouwkundige toepassingen als bodemverbeteraar. Het werd ook gebruikt om stoffen te bleken.

## Champagne
In de 19e eeuw, met de opkomst van de champagneproductie in de regio, kregen de krijtgroeven van Reims een nieuwe bestemming. Champagneproducenten die op zoek waren naar een opslaglocatie die geschikt is voor de rijpingsvereisten van mousserende wijn, gebruikten kalkputten vanwege hun uitzonderlijke eigenschappen. De constante temperatuur van 10 tot 12 °C, een hoge luchtvochtigheid en duisternis zorgen voor ideale omstandigheden voor het rijpen van champagnewijnen.

### Huizen
Het was Charles Heidsieck die in 1867 de voorloper was, toen hij vier kilometer aan kelders op 30 meter diepte onder de grond van Reims verwierf, bestaande uit 48 krijtgroeven. Het is sinds de 19e eeuw dat de grote champagnehuizen, zoals Veuve Clicquot, Taittinger en Ruinart, investeerden in deze krijtgroeven om hun champagneflessen daar op te slaan. Zelfs vandaag de dag liggen in deze krijtgroeven nog miljoenen flessen te rijpen. Niet alle kelders van champagnehuizen zijn voormalige krijtgroeven, maar kunnen het resultaat zijn van uitbreidings- of herstelwerkzaamheden. Louise Pommery liet kilometers aan ondergrondse galerijen graven om op die manier er een honderdtal groeven met elkaar te verbinden.

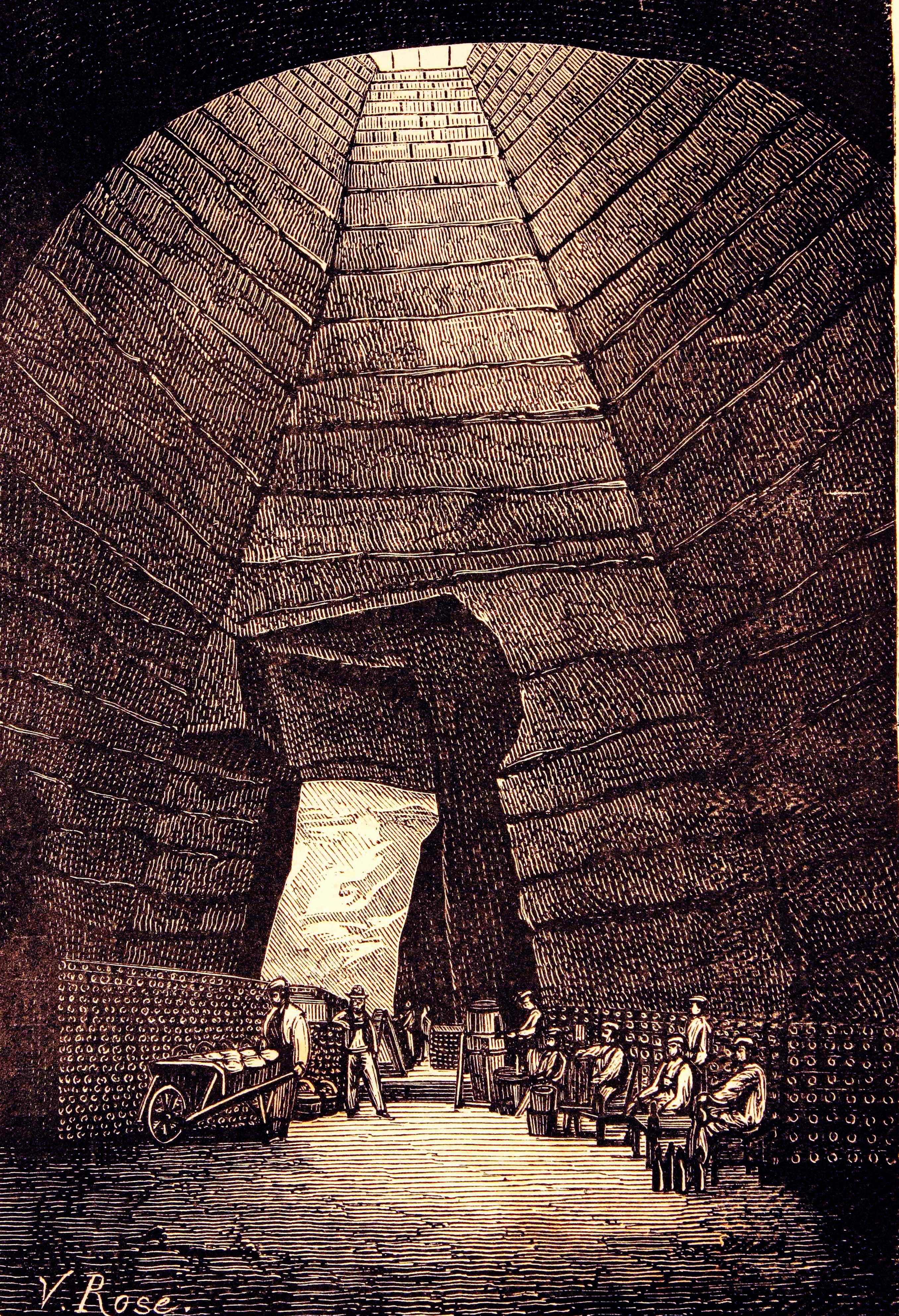
Krijtgroeven van Reims.
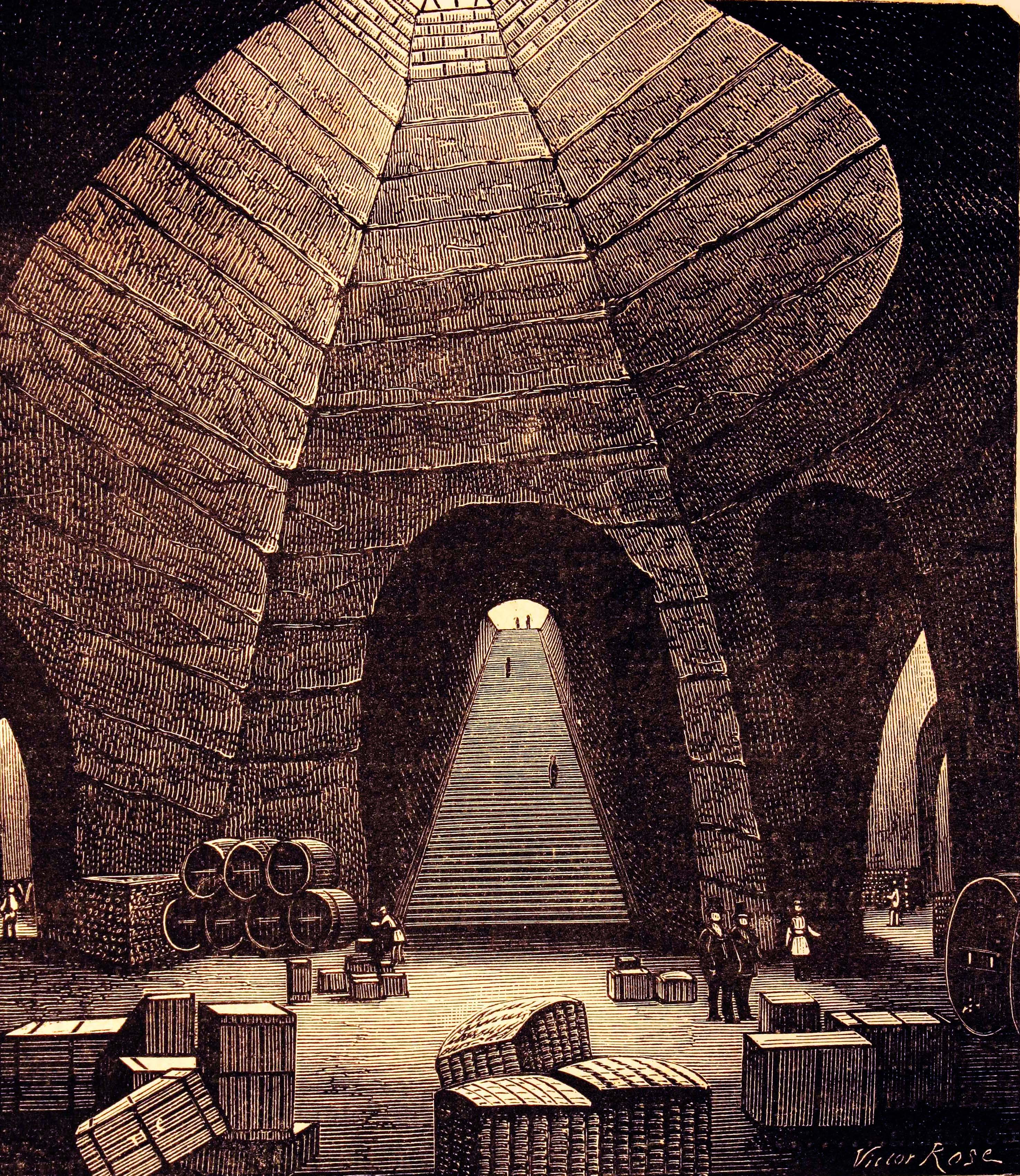
Krijtgroeven van Reims.
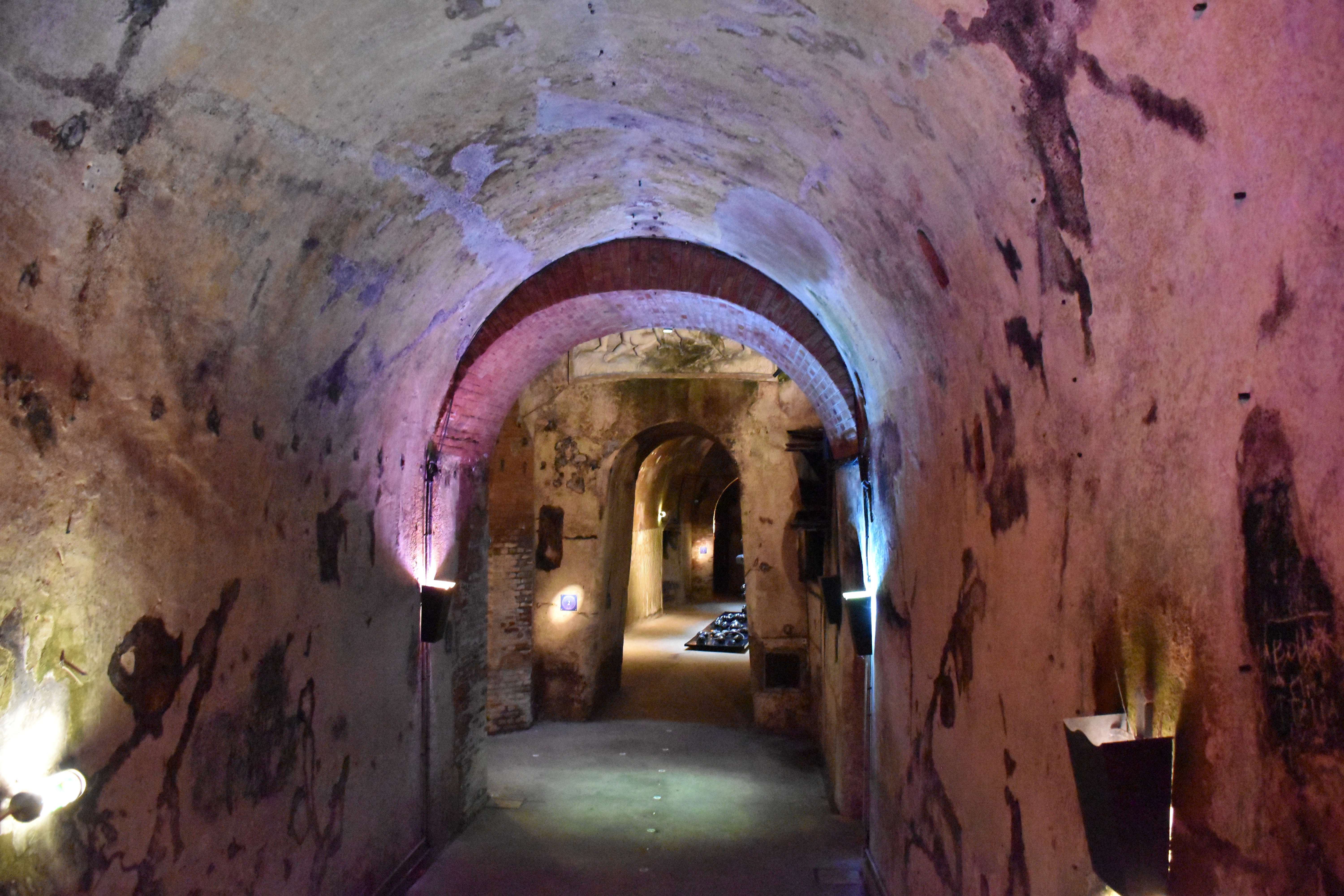
Kelders Pommery.
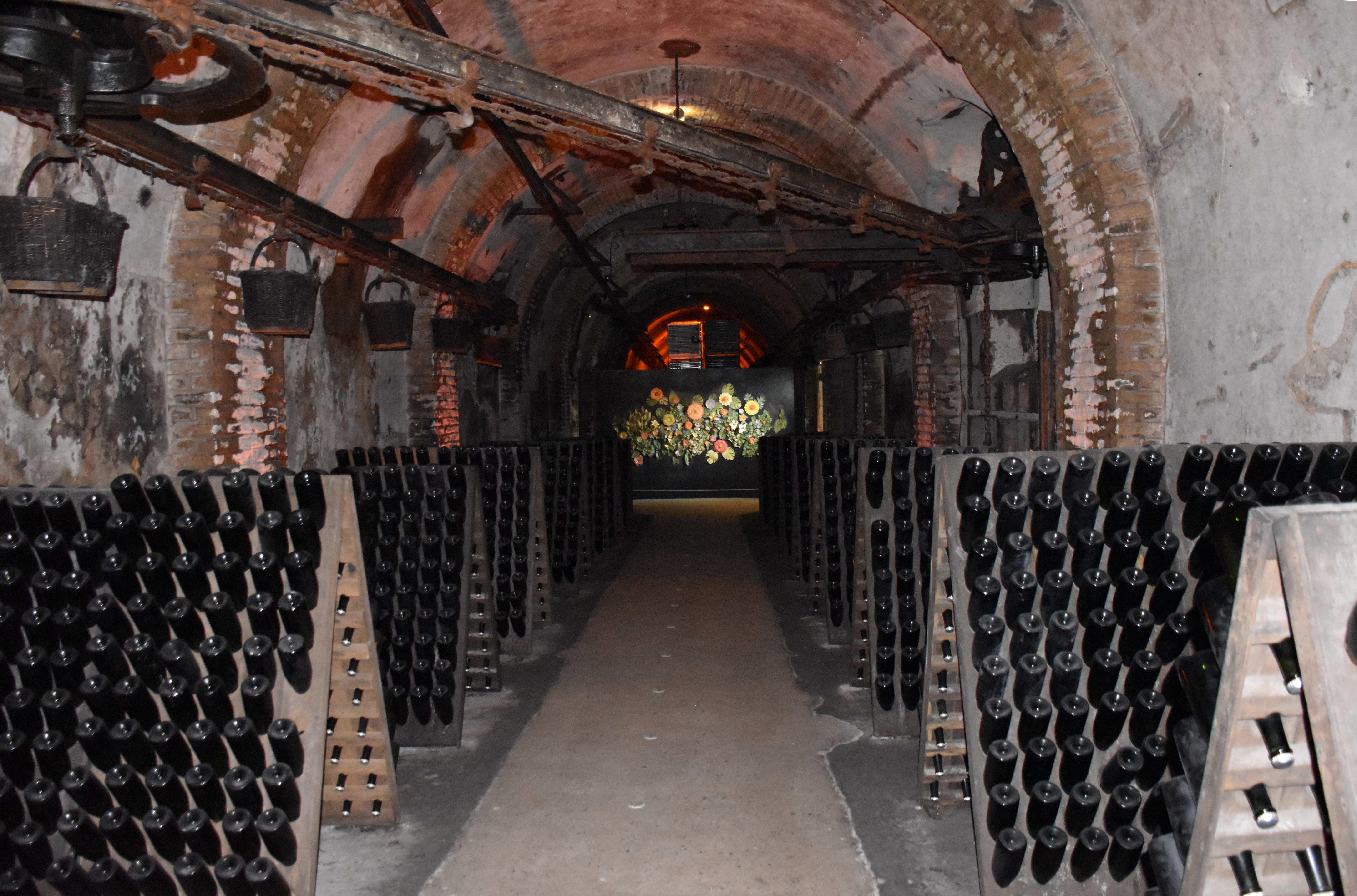
Kelders Pommery.

Om de waarde van de krijtgroeven te vergroten en indirect de champagnewijn te promoten, laten de champagnehuizen kunstwerken rechtstreeks uit het krijt van de krijtgroeven snijden.

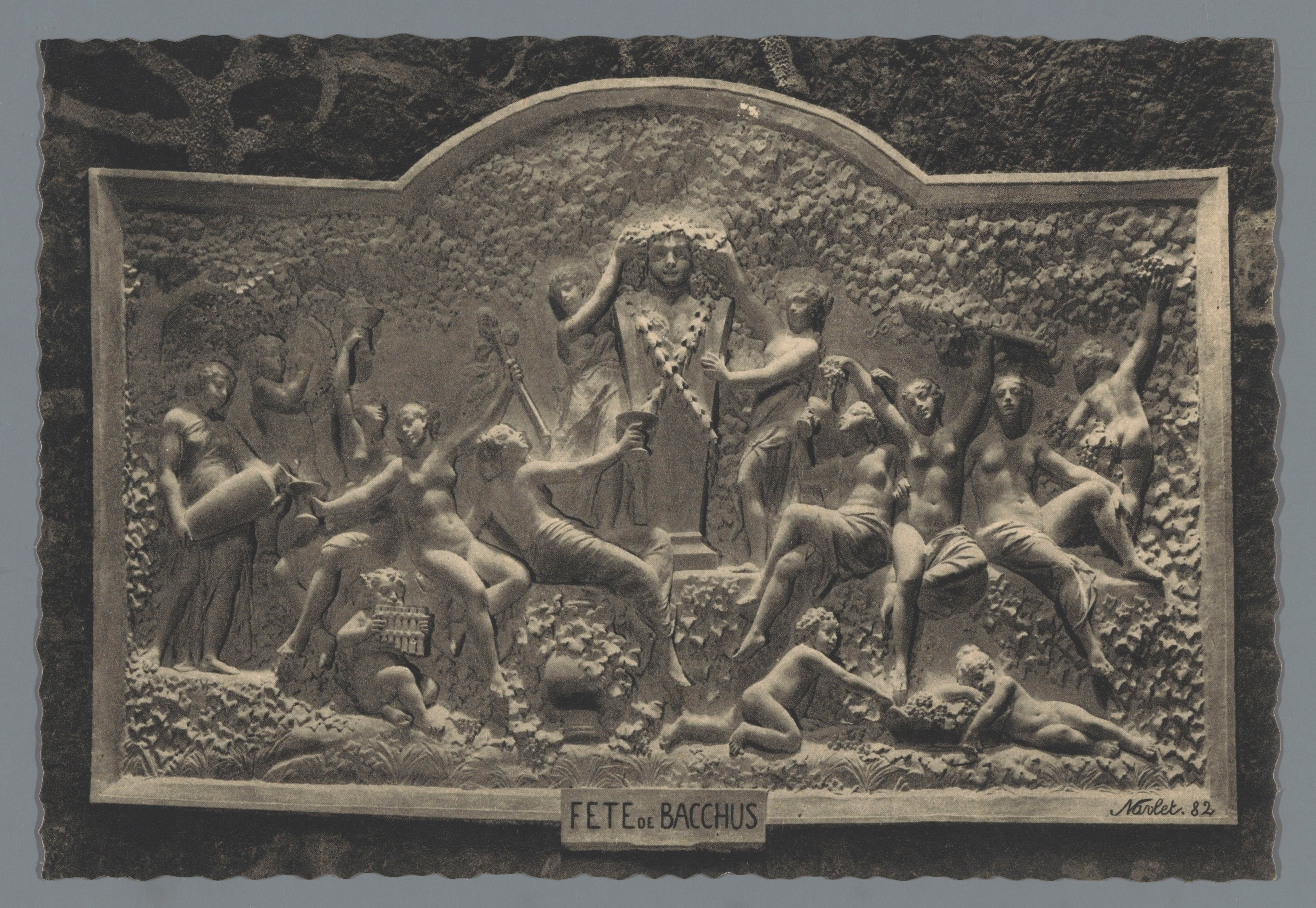
Bacchusfeest door Gustave Navlet.

## Gebruik tijdens oorlogen
Tijdens de Eerste Wereldoorlog dienden de krijtgroeven van Reims als schuilplaats voor burgers en soldaten. In de periode 1914-1918, toen Reims aan het front lag, werden veel galerijen gebruikt als schuilkelders en commandoposten tegen bombardementen. Franse en ook Amerikaanse soldaten lieten graffiti achter. Deze is nog steeds zichtbaar.

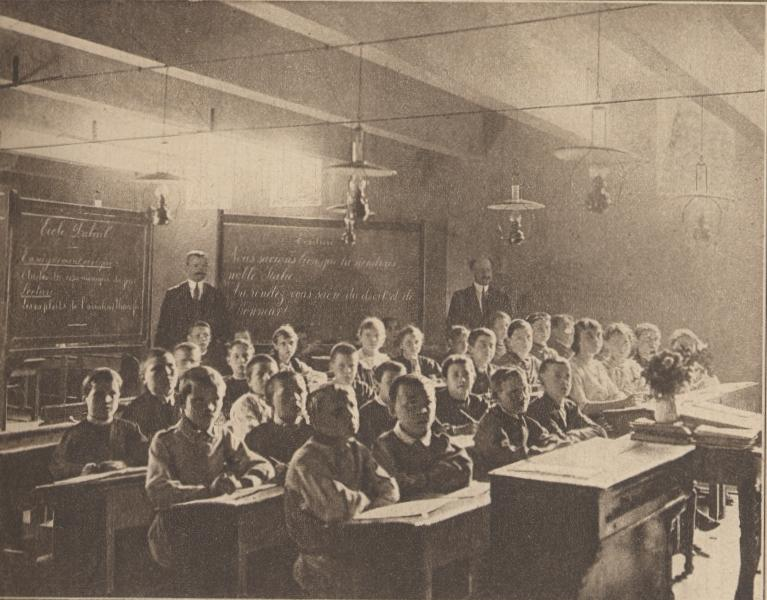
Ondergrondse school in Reims in 1916.
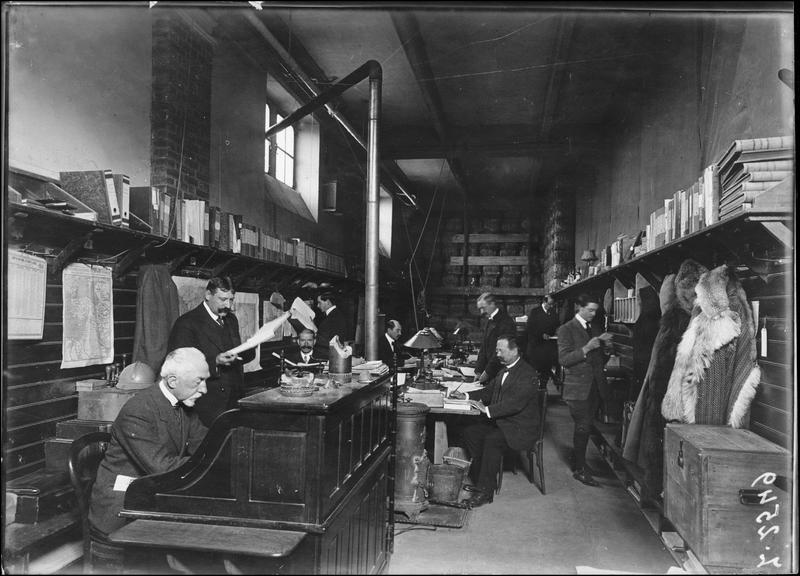
Tijdelijk kantoor in de kelders van Pommery.
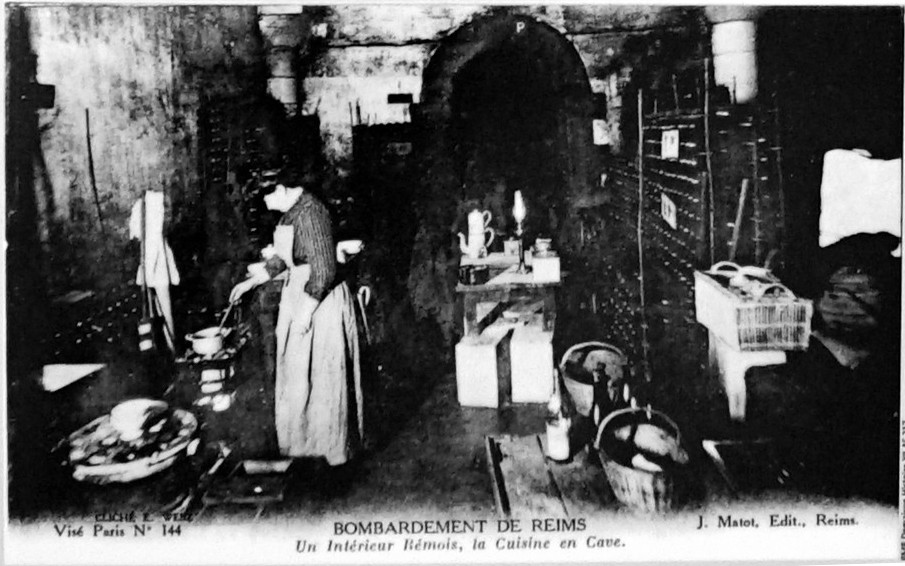
Koken in de kelders.

Tijdens de Tweede Wereldoorlog werden de krijtgroeven van Reims opnieuw gebruikt als schuilplaatsen tijdens de bombardementen. De inwoners van Reims, dat zwaar beschadigd was, zochten hun toevlucht in deze ondergrondse gangen om aan de luchtaanvallen te ontkomen.

## Vandaag
Tegenwoordig zijn de krijtgroeven van Reims een symbool van het erfgoed van Reims. Sommige kelders zijn opengesteld voor het publiek en de champagnehuizen bieden rondleidingen aan waarbij men meer te weten komt over de geschiedenis van de krijtwinning, de geheimen van de champagneproductie en de rol die deze ondergrondse gangen speelden tijdens de wereldoorlogen. Hun aanwezigheid draagt ook bij aan de wereldwijde reputatie van Reims als champagnehoofdstad.

### Monitoring van krijtgroeven
De afdeling grote risico's van de stad Reims beheert de ondergrondse stadsinfrastructuur. Dankzij bouwkundige ingrepen en verzakkingen zijn er ongeveer 100 kilometer aan galerijen bekend en in kaart gebracht. In de stad Reims komen regelmatig bodemverzakkingen voor. Bij de constructie van nieuwe gebouwen is onderzoek nodig voordat met de werkzaamheden begonnen kan worden. 

### Erkenning
De ondergrondse kelders in de oude krijtgroeven die de productie-eenheden van de champagnehuizen vormden, zijn opgenomen in een erfgoed dat op de Werelderfgoedlijst staat onder de titel "Heuvels, huizen en kelders in de Champagnestreek“.
Mont-Saint-Michel en baai · Kathedraal van Chartres · Paleis en park van Versailles · Basiliek van Vézelay op de colline éternelle · Prehistorische locaties en beschilderde grotten in de Vézèrevallei · Paleis en park van Fontainebleau · Kathedraal van Amiens · Romeins theater en omgeving en de triomfboog van Orange · Arles, Romeinse en romaanse monumenten · Cisterciënzer Abdij van Fontenay · Zoutziederij Salins-les-Bains en Koninklijke zoutziederij Arc-et Senans · Place Stanislas, Place de la Carrière en Place d'Alliance in Nancy · Abdijkerk van Saint-Savin-sur-Gartempe · Golf van Porto: Calanches de Piana, Golf van Girolata, Natuurreservaat Scandola · Pont du Gard · Straatsburg: Grande-Île · Parijs: oevers van de Seine · Kathedraal Notre Dame, Abdij van Saint-Remi en Paleis van Tau in Reims · Kathedraal van Bourges · Historisch centrum van Avignon · Canal du Midi · Historische vestingstad Carcassonne · Nationaal park Pyrénées-Mont Perdu · Pelgrimsroutes in Frankrijk naar Santiago de Compostella · Historisch Lyon · Rechtsgebied van Saint-Émilion · Loiredal tussen Sully-sur-Loire en Chalonnes-sur-Loire · Provins, stad van middeleeuwse jaarmarkten · Le Havre, stad herbouwd door Auguste Perret · Belforten in België en Frankrijk · Bordeaux, Port de la Lune · Vestingwerken van Vauban · Lagunes van Nieuw-Caledonië: rifdiversiteit en ecosystemen · Bisschopsstad Albi · Pitons, cirques en "remparts" van het eiland Réunion · De Causses en de Cevennen, mediterraan agropastoraal cultuurlandschap · Prehistorische paalwoningen in de Alpen · Steenkoolbekken van Nord-Pas-de-Calais · Beschilderde grot van de Pont d'Arc, bekend als de Grotte Chauvet-Pont-d’Arc, Ardèche · De climats van de wijnstreek Bourgogne · Heuvels, huizen en wijnkelders van Champagne · Architecturaal werk van Le Corbusier · Taputapuātea · Tektonisch landschap Chaîne des Puys en Limagnebreuklijn · Franse Zuidelijke Gebieden en Zeeën · Historische kuuroorden van Europa (Vichy) · Vuurtoren van Cordouan · Nice, winterbadplaats aan de Rivièra  · Oude en voorhistorische beukenbossen van de Karpaten en andere regio's van Europa ·  Te Henua Enata - De Markiezeneilanden · De Megalieten van Carnac en van de kust van de Morbihan, Frankrijk